# Associazione Sportiva President Bologna
La S.S. President Bologna è una società sportiva di Bologna, che, oltre ad avere una sezione di nuoto, milita nel campionato italiano di pallanuoto maschile in varie categorie; è stata fondata nel 1970.
Nel 2023, a causa di una crisi societaria, è stata inglobata dalla De Akker Team, prima squadra cittadina militante in Serie A1. Ha squadre che militano in diverse categorie dei campionati giovanili maschili, fino all'under 13.
Per la stagione 2024/2025 è stata ripescata per giocare nel campionato di Serie C.
I colori sociali sono il giallo e il blu.

## Rosa 2024-2025
| N° |                   | Ruolo | Giocatore           |
| -- | ----------------- | ----- | ------------------- |
|    | Italia (bandiera) | P     | Lorenzo Savran      |
|    | Italia (bandiera) | P     | Riccardo Savino     |
|    | Italia (bandiera) | A     | Riccardo Stefanelli |
|    | Italia (bandiera) | D     | Francesco Ciaccio   |
|    | Italia (bandiera) | A     | Federico Bonzagni   |
|    | Italia (bandiera) | D     | Federico Lollini    |

| N° |                   | Ruolo | Giocatore          |
| -- | ----------------- | ----- | ------------------ |
|    | Italia (bandiera) | A     | Alesandro Sigaro   |
|    | Italia (bandiera) | D     | Francesco Benazzi  |
|    | Italia (bandiera) | D     | Luca Barovic       |
|    | Italia (bandiera) | A     | Dario Magalotti    |
|    | Italia (bandiera) | A     | Davide De Leonibus |
|    | Italia (bandiera) | A     | Samuel Morini      |

| Allenatore: | Luca Alagna |

## Palmarès

### Trofei giovanili
- Campionato italiano Juniores B: 1

2023